# Merdare
Merdare (serbisch-kyrillisch Мердаре, albanisch Merdar oder auch Merdari) ist ein Dorf in der Opština Kuršumlija im Okrug Toplica in Serbien. Wenige Meter weiter befindet sich der internationale Grenzübergang Merdare zur Republik Kosovo.

## Geschichte
Bei der Grenzziehung 1878 wurde das damalige Merdare zwischen Serbien und dem Osmanischen Reich aufgeteilt. Diese Teilung führte zu zwei Dörfern mit gleichem Namen in zwei verschiedenen Ländern. Heute existiert auch ein Merdare auf kosovarischer Seite, wenige Meter entfernt.

## Bevölkerung
Von den 139 Einwohnern bekannten sich bei der Volkszählung 2002 133 als muslimische Albaner und 6 als orthodoxe Serben.